# Boris Čebulj
Boris Čebulj, slovenski hokejist in hokejski sodnik, * 1930, Jesenice.
Čebulj je bil med letoma 1947 in 1962 član kluba HK Acroni Jesenice. Kot kapetan moštva je leta 1957 sodeloval pri osvojitvi prvega klubskega naslova jugoslovanskega prvaka v Beogradu. Kasneje je v svoji karieri osvojil še pet naslovov. Še pred koncem športne kariere pa se je uveljavil tudi kot mednarodni hokejski sodnik. Kot sodnik je sodeloval na petih Svetovnih prvenstvih in Olimpijskih igrah 1968 v Grenoblu, kjer je sodil na štirih tekmah. 